# کور سمندر هالوس
کور سمندر هالوس (نام علمی: Ichthyophis larutensis) نام یک گونه از تیره کورسمندرهای دم‌دار آسیایی است.